# Лейзаренко, Юрий Тимофеевич
Юрий Тимофеевич Лейзаренко (род. 17 апреля 1937) — советский, российский дипломат.

## Биография
Окончил МГИМО МИД СССР (1966) и Дипломатическую академию МИД СССР (1979).
Занимал должность заместителя директора Департамента безопасности МИД России.
С 5 июля 1993 по 1 августа 1998 года — чрезвычайный и полномочный посол Российской Федерации в Габоне.
С 1998 года — на пенсии.

## Дипломатический ранг
Чрезвычайный и полномочный посол (28 января 1993).

## Семья
Женат, имеет дочь.

## Награды
- Знак отличия «За безупречную службу» XXX лет (5 декабря 2001) — За многолетнюю плодотворную работу и активное участие в проведении внешнеполитического курса Российской Федерации[4].